# Sobótka (gmina)
Sobótka est une gmina mixte du powiat de Wrocław, Basse-Silésie, dans le sud-ouest de la Pologne. Son siège est la ville de Sobótka, qui se situe environ 33 km au sud-ouest de la capitale régionale Wrocław.
La gmina couvre une superficie de 135,35 km2 pour une population de 12 408 habitants.